# صندل (حذاء)

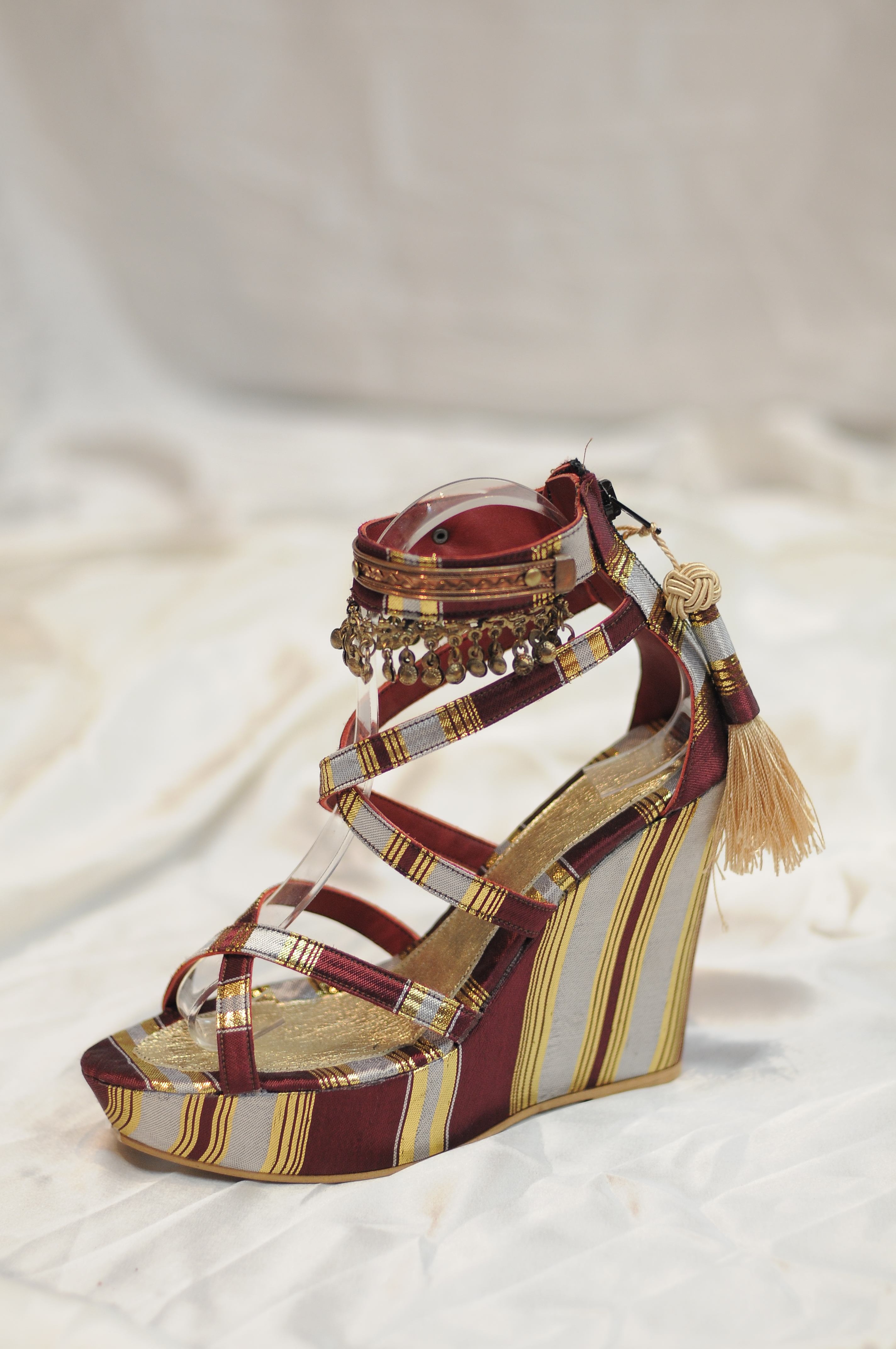
صندل نسائي تونسي يلبس في الأعراس

الصندل وهو نوع من لباس القدم المفتوح، التي تُرتدى غالبًا في المناخات الدافئة لأغراض الراحة والتهوية. تتميز الصنادل بتصميم يترك معظم القدم مكشوفًا، مما يميزها عن الأحذية المغلقة. ومع تطور تقنيات التصميم والمواد، أصبحت الصنادل تجمع بين الجماليات والوظيفة، وتُستخدم في مجالات متنوعة، من الأزياء إلى الطب الرياضي. ومن أسمائه في البلدان العربية شبشب ونعال وصندل الأصبع ولكن الأخير يستعمل عادة في الحمامات ويكون مختلف في التصميم.

## التاريخ
تُعد الصنادل من أقدم أنواع الأحذية التي عرفها الإنسان. وقد عُثر على نماذج منها تعود إلى حوالي 7,000 سنة قبل الميلاد في كهف في ولاية نيفادا الأمريكية. كما استخدمها قدماء المصريين، والإغريق، والرومان، حيث كانت تُصنع من الجلد أو الألياف النباتية مثل ورق البردي.